# مقاطعة تشادغان
مقاطعة تشادغان (بالفارسية: شهرستان چادگان) هي مقاطعة تقع في أصفهان في إيران. يقدر عدد سكانها بـ 33,684 نسمة .